# Daniel Imhof
Daniel Wendel Imhof (Wil, 22 de novembro de 1971) é um ex-futebolista profissional suíço-canadense que atuava como meia.

## Carreira
Daniel Imhof se profissionalizou no FC Wil.

## Seleção
Daniel Imhof integrou a Seleção Canadense de Futebol na Copa das Confederações de 2001.

## Títulos
FC St. Gallen
- Swiss Super League: 1999–2000
- Swiss Challenge League: 2011–12

VfL Bochum
- 2. Bundesliga: 2005–06